# Aeroportul South Big Horn County
Aeroportul South Big Horn County (IATA: GEY, ICAO: KGEY, FAA LID: GEY) este un aeroport din Comitatul Big Horn, Wyoming, Wyoming, Statele Unite ale Americii.
Situat la o altitudine de 1.201,46064 m, aeroportul dispune de 2 piste.

## Infrastructură

### Piste
Aeroportul dispune de 2 piste. Pista 08/26 are suprafața de asfalt și dimensiunile 3.953 picioare × 75 picioare. Pista 16/34 are suprafața de asfalt și dimensiunile 7.003 picioare × 150 picioare. 